# Skander Souayah
Skander Souayah, född den 20 november 1972 i Sfax, är en tunisisk före detta fotbollsspelare.
Souayah debuterade i det tunisiska landslaget 1994. Han deltog i VM i Frankrike 1998, där han gjorde ett mål på straff i gruppspelsmatchen mot Rumänien. Den 8 maj 2002 stängdes han av i sex månader av Fifa efter att ha testat positivt för dopning i en vänskapslandskamp mot Norge den 27 mars samma år.
Sourayah representerade klubblagen CS Sfaxien (1992–2001) och Espérance Tunis (2001–2005).